# Wolf List
Wolf List (* 1955 in Hamburg) ist ein deutscher Schauspieler.

## Leben
Wolf List machte nach seinem Abitur 1976 in Gießen eine Ausbildung zum Handelsfachwirt, die er 1979 abschloss. Anschließend absolvierte er eine private Schauspielausbildung, bei der er unter anderem einen Aufenthalt beim Tschechow-Kunsttheater Moskau hatte. 1984 legte er seine Bühnenreifeprüfung ab. Ab 1985 hatte er Gastengagements am Schleswig-Holsteinischen Landestheater, der Landesbühne Hannover und bei den Gandersheimer Domfestspielen.
1988 ging List für vier Jahre an das Deutsche Theater Göttingen. Dort spielte er die Rolle des Marinelli in Lessings Emilia Galotti in der Regie von Peter Hathazy. Außerdem arbeitete er mit Regisseuren wie Heinz Engels und Bernd Kaftan.
Zwischen 1993 und 2000 folgte ein festes Engagement am Theater Freiburg, wo er den Mackie Messer in Bertolt Brechts Dreigroschenoper in der Regie von Siegfried Bühr spielte. Bühr übernahm auch die Regie von Dantons Tod (Georg Büchner), in der List die Titelfigur spielte. Des Weiteren arbeitete er mit Regisseur Michael Thalheimer zusammen.
Ab 2000 folgten fünf Jahre, in denen List an verschiedenen Theatern Gastverträge hatte. Er spielte am Staatstheater Kassel, den Münchner Kammerspielen, dem Schauspiel Hannover, dem Badischen Staatstheater Karlsruhe und dem Theater Basel. Dort spielte er in der Regie von Lars-Ole Walburg in Friedrich Hebbels Nibelungen.
Zur Spielzeit wechselte er dann ins feste Ensemble des Schauspiels Hannover. Zunächst war dort Wilfried Schulz Intendant. 2009 übernahm Lars-Ole Walburg und 2019 Sonja Anders das Haus. Er spielte in Inszenierungen von Walburg, Florian Fiedler, Christoph Frick, Alexander Eisenach, Stephan Kimmig, Stefan Pucher, Laura Linnenbaum, Lukas Holzhausen und Ronny Jakubaschk mit.
Neben seiner Tätigkeit auf der Bühne steht er auch vor der Kamera.

## Filmografie (Auswahl)
- 1992: Deutschfieber
- 1993: Der große Bellheim
- 1998: Höllische Nachbarn
- 2000 – 2003: Die Fallers
- 2011: SOKO Wismar (Fernsehserie, Dornröschenschlaf)
- 2019: Nahschuss

## Hörspiele (Auswahl)
- 1995: Reinhard Zähringer: Geschichten der Heimat: Bannwald – Regie: Thomas Köhler (Original-Hörspiel, Mundarthörspiel – SWF)